# همدان (مديرية)
مديرية همدان ثاني أكبر مديريات محافظة صنعاء اليمنية سكانًا بعد مديرية سنحان وبني بهلول. بلغ عدد سكانها 111.141 نسمة عام 2004. تقع غرب العاصمة صنعاء مباشرة. يحدها شمالاً مديرية أرحب، ومديرية عيال سريح (عمران) ومن الشرق أمانة العاصمة، ومن الجنوب مديرية بني مطر، ومن الغرب مديرية بني مطر ومديرية شبام كوكبان (المحويت).

## العزل

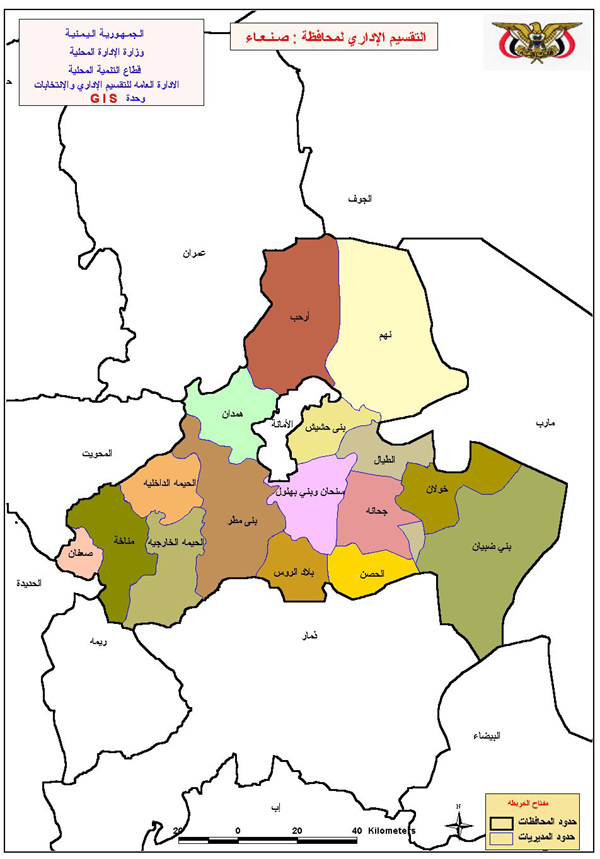
موقع مديرية همدان في محافظة صنعاء

عزل المديرية وعدد سكانها:

### تتكون المديرية من أربع عزل هي:[2][3]
1. عزلة ربع همدان (29.032 نسمة)
2. عزلة وادعة (32.204 نسمة)
3. عزلة جشم (11.612 نسمة)
4. عزلة بني مكرم (12.522 نسمة)

يضاف إلى ذلك قرى أو بالأحرى أحياء ما يسمى بـ "مديرية ضواحي الأمانة-همدان" والتي توسعت وامتدت إلى داخل مديرية همدان وعددها 8 أحياء (26.259 نسمة)، والتي تتبع المديرية إدارياً بينما تتبع سكانياً أمانة العاصمة صنعاء، وهي كما يلي:
| الحي              |        | عدد السكان |
| ----------------- | ------ | ---------- |
| حي محجر الوادي    | 1.519  |            |
| حي محجر ضلاع      | 2.329  |            |
| حي شاهره          | 707    |            |
| حي علو ضلاع همدان | 4.254  |            |
| حي شملان          | 14.067 |            |
| حي السودة         | 169    |            |
| حي الربع          | 1.005  |            |
| حي وسط ضلاع       | 2.209  |            |
| الإجمالي          | 26.259 |            |

### ومن القرى الكبيرة في المديرية من حيث عدد السكان:[3]
خلقه (4.241 نسمة)
الحاوري (3.522 نسمة)
الغيل (3.208 نسمة)
بيت غُفْر (3.014 نسمة)
ضروان (2.936 نسمة)
المُنقَّب (2.204 نسمة)
طوظان (2.012 نسمة)
ريعان (1.993 نسمة)
الدُمَّم (1.955 نسمة)
قراتيل (1.842 نسمة)
لولوه (1.827 نسمة)

## أعلام
أحمد حسين الغشمي الرئيس الأسبق للجمهورية العربية اليمنية
اللواء حمود الجائفي، عضو مجلس قيادة الثورة والمجلس الجمهوري (متوفي)
اللواء/علي علي الجايفي قائد عسكري سابق (متوفي)
اللواء/محمد يحيى الحاوري قائد عسكري سابق وعضو مجلس النواب
اللواء/علي الذفيف
الشيخ يحيى علي عايض أحد كبار مشائخ المديرية، عُين عام 2018 من قبل حكومة الحوثيين عضواً في مجلس الشورى بصنعاء
الشيخ عاطف عاطف المصلي